# Kanzel (Holzheim)

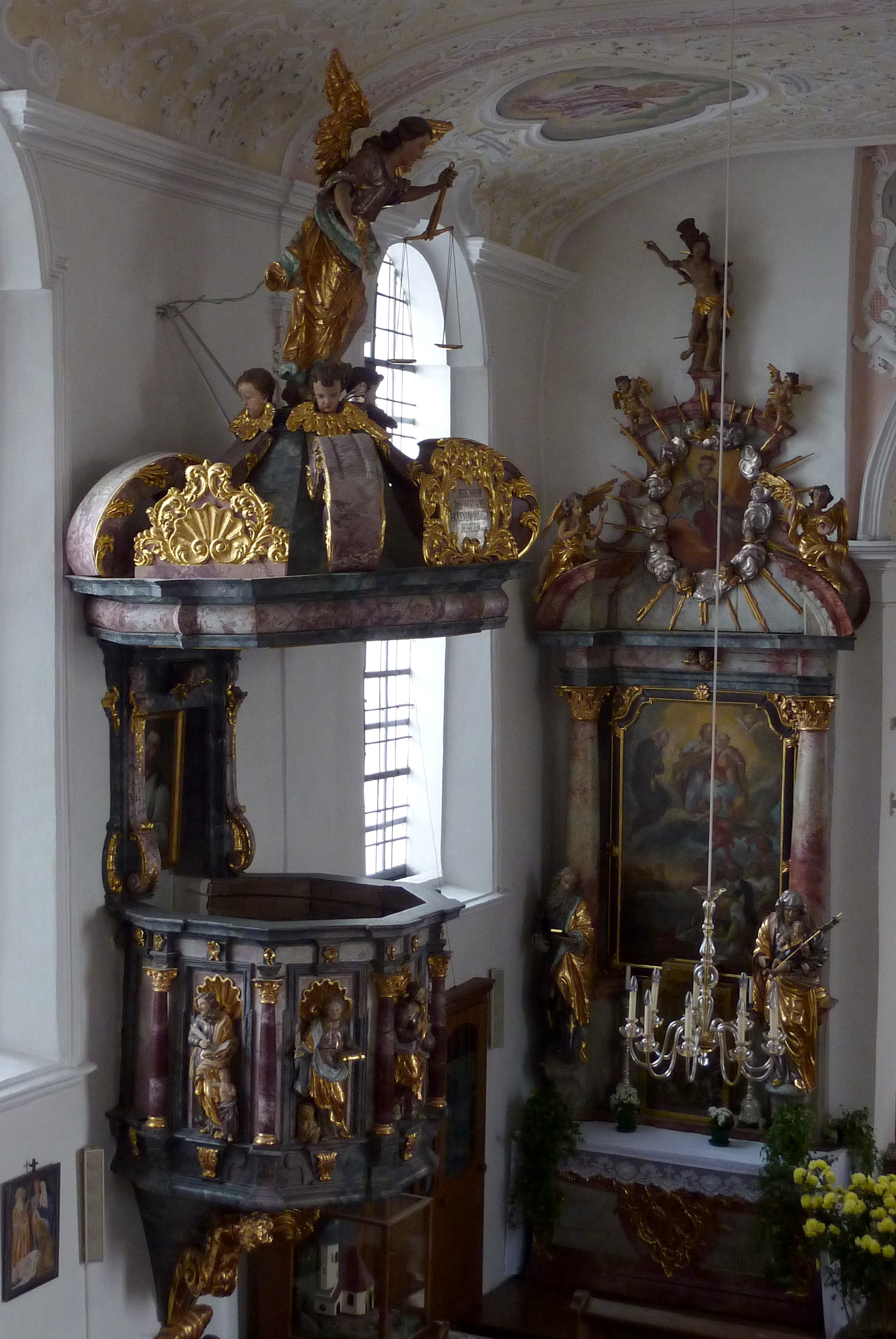
Kanzel in Holzheim

Die Kanzel in der katholischen Pfarrkirche St. Martin in Holzheim, einer Gemeinde im Landkreis Dillingen an der Donau im bayerischen Regierungsbezirk Schwaben, wurde 1715 geschaffen. Die Kanzel ist ein Teil der als Baudenkmal geschützten Kirchenausstattung.
Die barocke Kanzel aus Holz besitzt einen polygonalen, durch Säulen mit geschweiften Schäften und korinthischen Kapitellen gegliederten Kanzelkorb. Zwei vergoldete Hermenengeln dienen als Konsolen. Am Kanzelkorb sind vor Muschelnischen Christus und die vier Evangelisten mit ihren Symbolen dargestellt. Die Skulpturen entstammen vermutlich der Werkstatt von Johann Baptist Libigo und Stephan Luidl. 
Der Schalldeckel ist bekrönt mit der Schnitzfigur des Erzengels Michael, die um 1680 datiert und Franz Schefferle zugeschrieben wird.

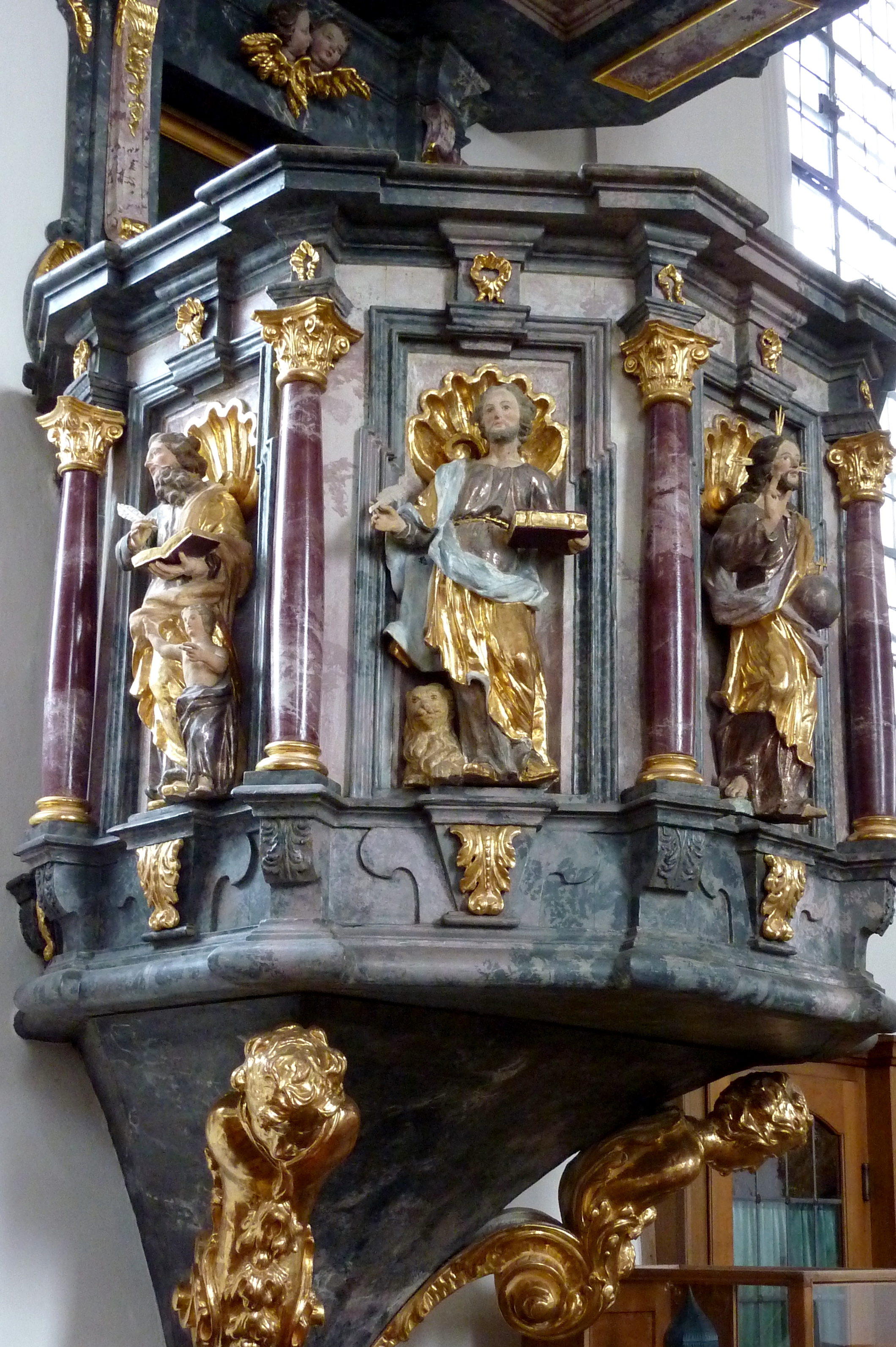
Kanzelkorb
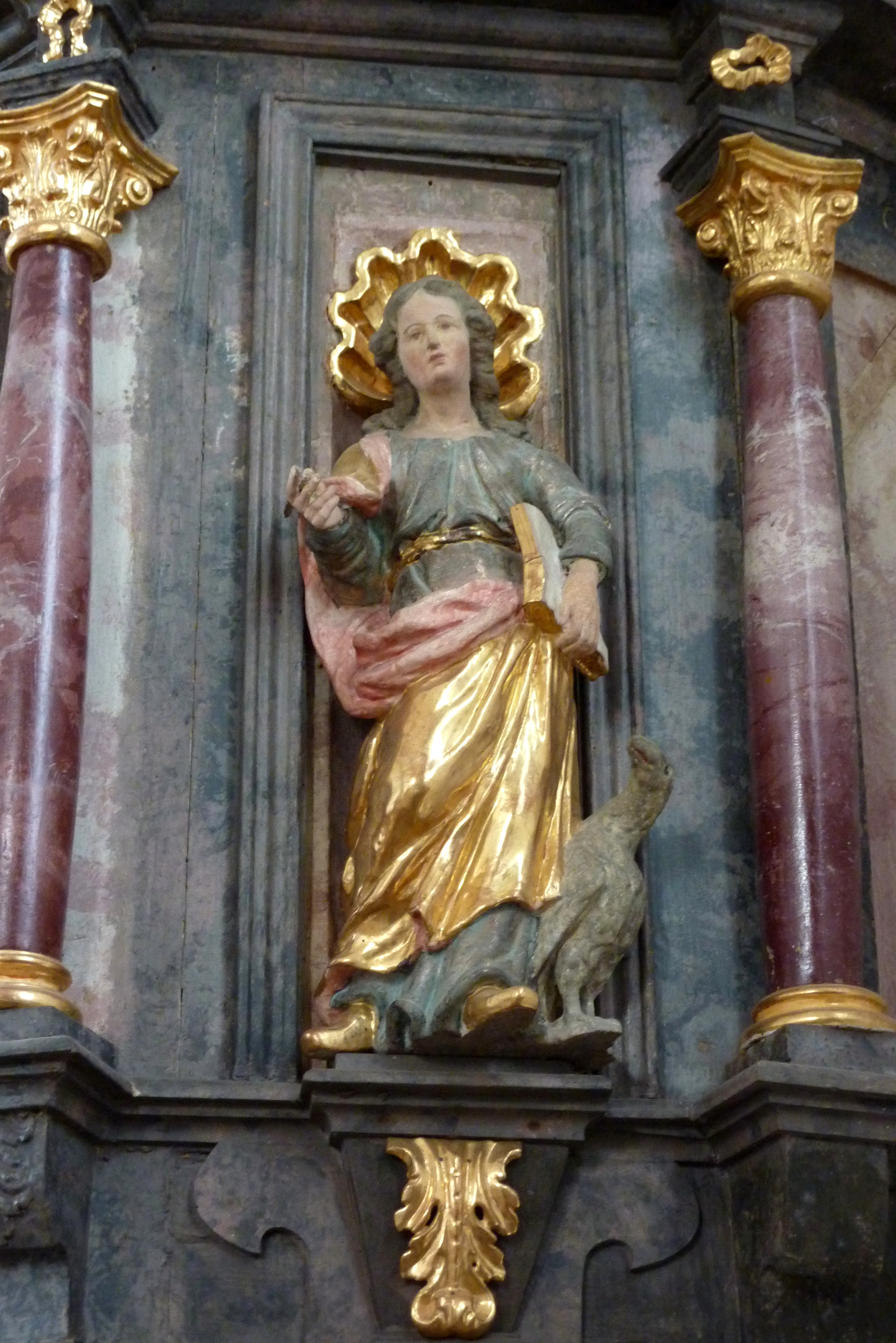
Evangelist Johannes mit Adler
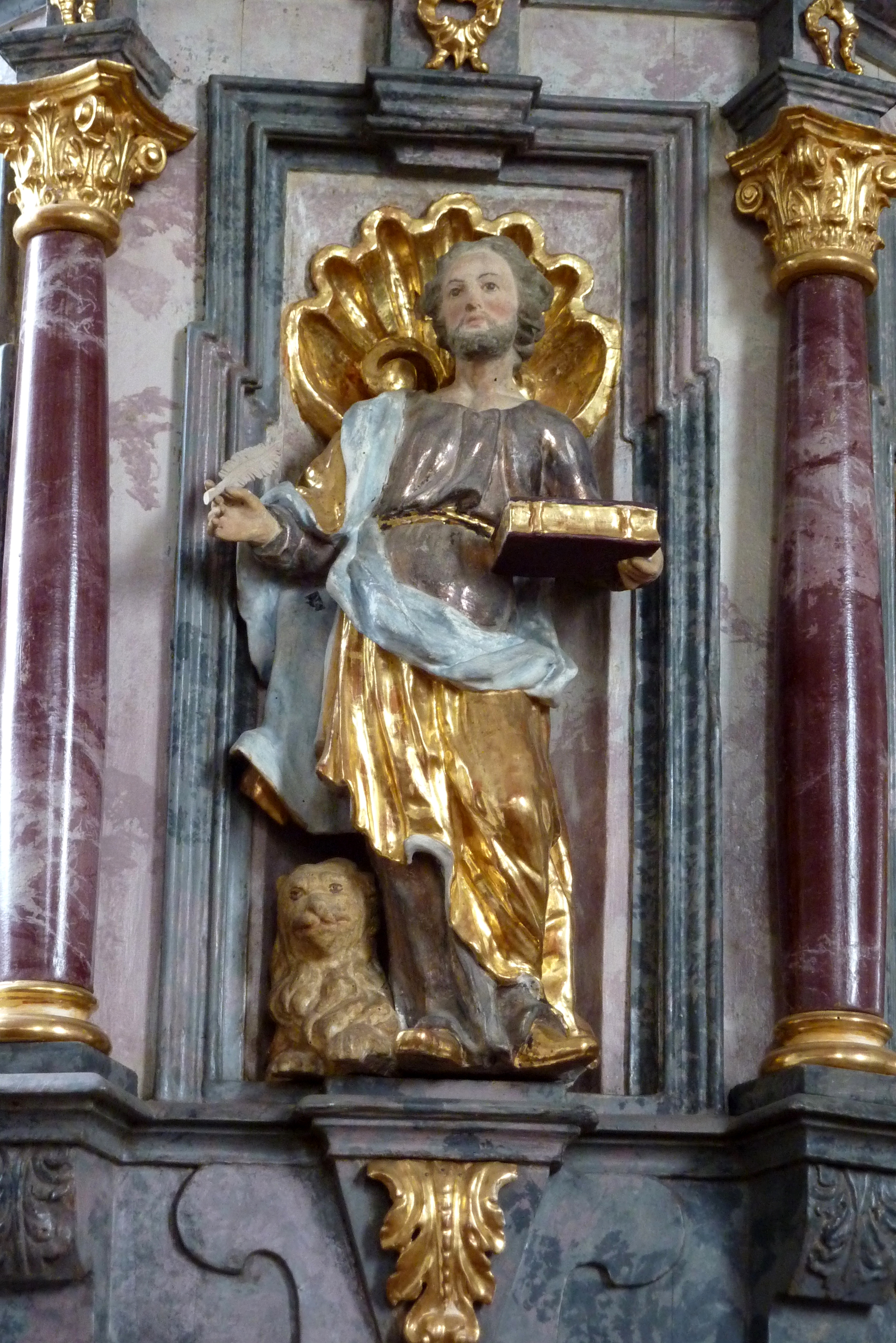
Evangelist Markus mit Löwe
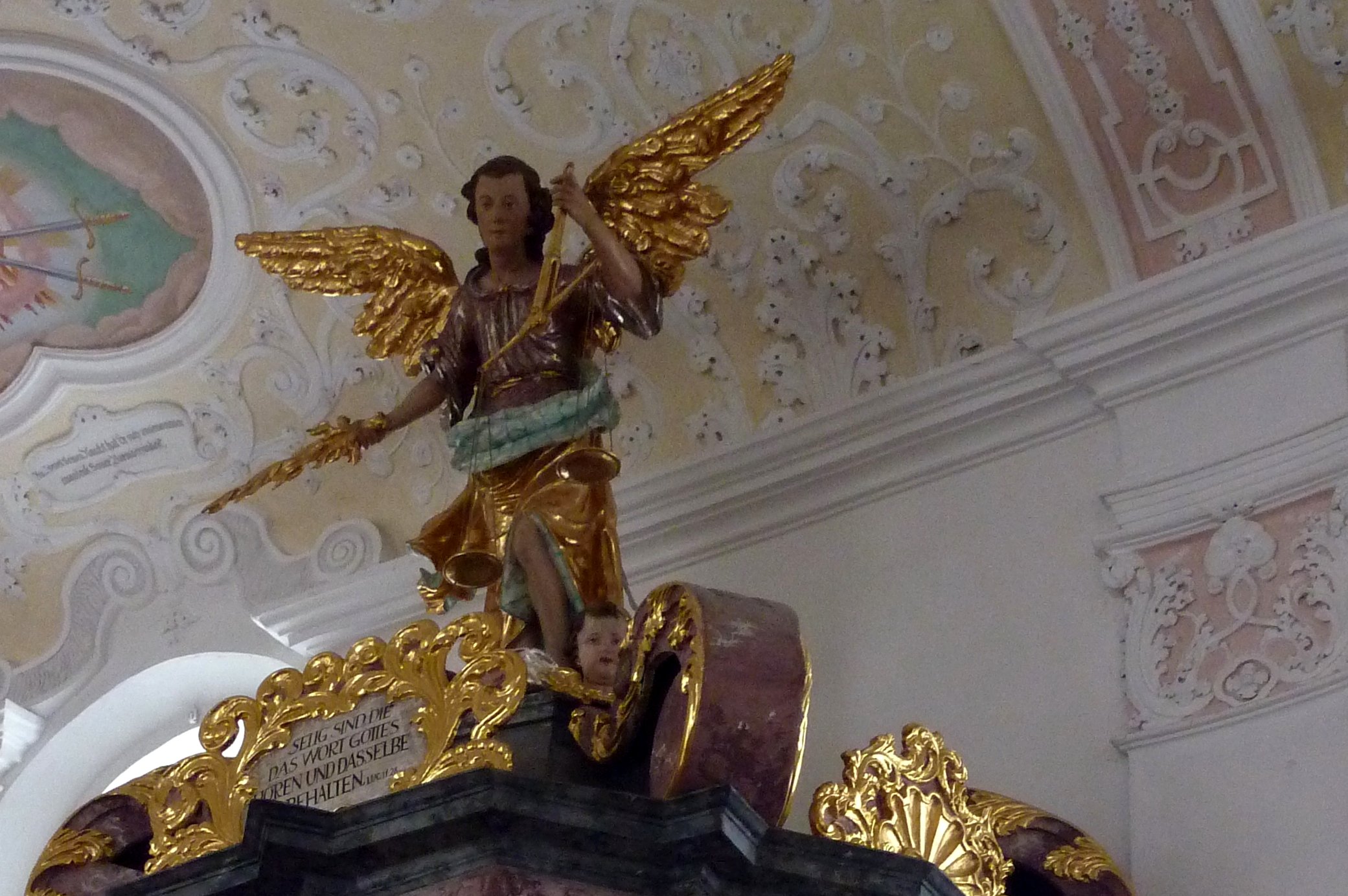
Erzengel Michael auf dem Schalldeckel